# Theodor Bucher (Schriftsteller)

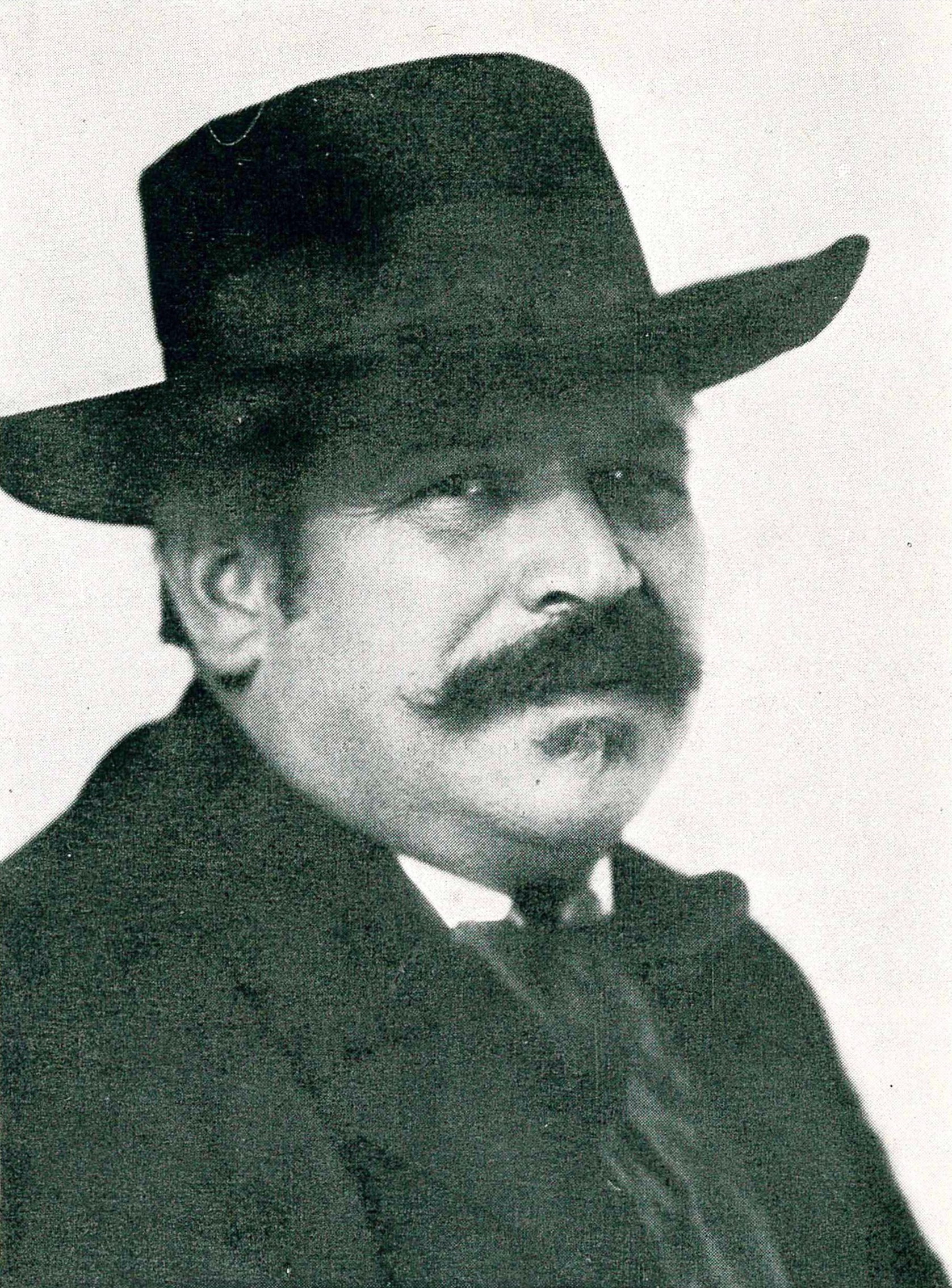
Theodor Bucher (Zyböri)

Theodor Bucher, Pseudonym für seine literarischen Werke Zyböri, für seine Witzsammlung Rohrspatz (* 24. Mai 1868 in Hergiswil; † 29. Dezember 1935 in Luzern), war ein Schweizer Weinhändler, der als in Luzerner Mundart schreibender Autor grosse Erfolge feierte.

## Leben
Theodor Bucher wurde als Sohn des Wirtes Gottlieb Bucher  im nidwaldnischen Hergiswil geboren, wo er die Schule besuchte und auch kurz in einer Ziegelei arbeitete. Darauf zog die Familie nach Luzern, wo sich der Vater zum Diamantschleifer ausbilden liess. Der Sohn erlernte in Laufen das Mechanikerhandwerk, machte eine Reise nach Paris (von der noch das Tagebuch existiert) und betrieb anschliessend ein kleines Velo- und Nähmaschinengeschäft am Mühlenplatz. Hier fabrizierte er sogar ein Fahrrad eigener Bauart.
Die Heirat (1894) mit Ottilie Bucher, der Tochter eines Weinhändlers, bot Theodor Bucher die Möglichkeit, zusammen mit seinem Schwager Karthaus das Geschäft seines Schwiegervaters zu übernehmen. Er besuchte dafür Kurse in Wädenswil und war schliesslich befähigt, als Fachlehrer für Weinfragen an der Hotelfachschule Luzern zu wirken. Für deren Unterricht verfasste er auch vier kleine Fachpublikationen zum Thema Wein.
Bucher trat auch als Bauchredner, Rezitator und Spassmacher auf und kam beim Publikum dank seiner humorvollen und gemütlichen Art gut an. Zu einer Innerschweizer Berühmtheit machten ihn aber vor allem seine in luzerndeutscher Mundart verfassten Gedichte.
Nach dem Tod von Ottilie Bucher 1918 zog er sich 1919 aus der Weinhandlung zurück, bezog auf dem Bramberg ein anderes Haus («Zyböris Klause») und heiratete gleichen Jahres Anna Maria Gloger. Durch unglückliche Spekulationen verlor er sein Vermögen und war überdies wegen einer langwierigen Krankheit zunehmend an sein Haus gefesselt. In dieser Zeit publizierte Bucher kaum noch.
Buchers Sohn Walter (1899–1947) war als Zyböri jun. ebenfalls schriftstellerisch und als Conférencier tätig, blieb in seinen Mundartgedichten aber ein Epigone seines Vaters.

## Schaffen

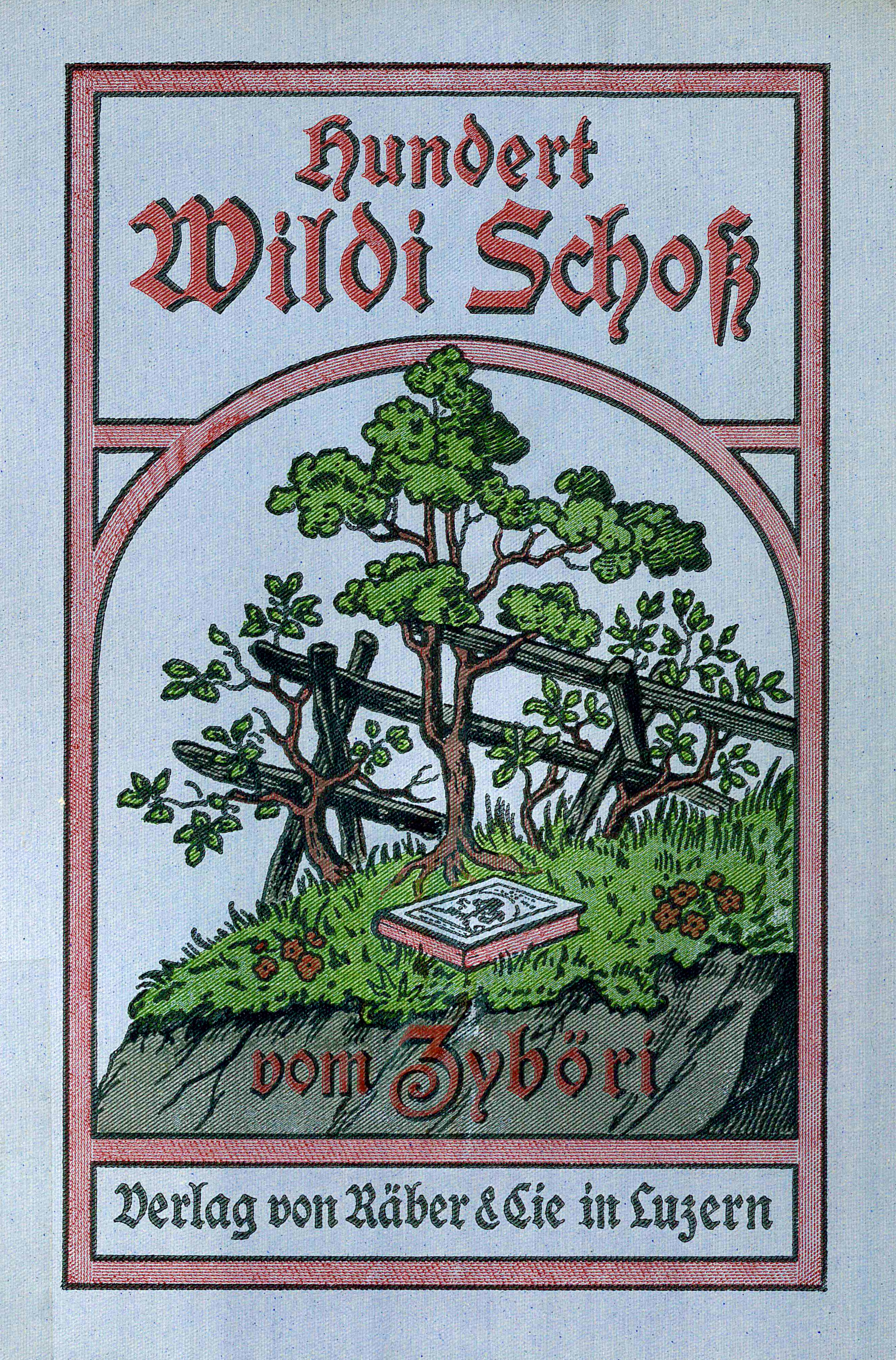
Umschlag von Zyböris «Hundert wildi Schoß», 1922

Bucher war einer der bedeutendsten Vertreter der Schweizer Mundartliteratur. Ein erster Band mit Mundartgedichten erschien 1909, im Todesjahr eines andern bekannten luzerndeutsch schreibenden Autors, Josef Roos. Alles in allem veröffentlichte Bucher über 400 Gedichte, überdies mehrere Stücke für das Mundarttheater. Sein Schauspiel Rütli (1917) wurde vom Stadttheater Luzern aufgeführt, und seine Vortragsreisen führten in sogar nach Deutschland. Zahlreich waren auch die Anekdoten, die sich um ihn rankten. Viele Zyböri-Gedichte wurden vertont, die Melodien stammen vor allem von Alfred Leonz Gassmann, aber auch von Pater Emanuel Bucher, Friedrich Bühlmann und Pater Franz Huber, in jüngerer Zeit auch von Jost Marty. Einige der Schaffungen wurden schliesslich zu Volksliedern, so etwa der Älplertanz.
Bucher beziehungsweise Zyböri wurde zum «Urbild des ‹Puuretüütschdichters› [Dialektdichters] für manche Generation Luzerner». Otto von Greyerz, zeitgleich lehrender Germanistikprofessor in Bern, schrieb in seiner Mundartdichtung der deutschen Schweiz von 1924: «Zyböris Gedichte mit ihrer sinnfälligen Anschauung und Rhythmik kommen dem Bedürfnis des Volksgeschmackes nach farbiger Darstellung greifbarer Stoffe aus dem Leben wunderbar entgegen.» Walter Haas, nachmaliger Germanistikprofessor in Freiburg im Üechtland, urteilte 1968 wie folgt:

«Besonders aufschlussreich für Zyböris Haltung sind jeweils die Vorworte zu seinen Gedichtbänden. Hier zeigt er sich ganz unverkennbar als der Vertreter der biederen, gutbürgerlichen und auch sonst ‹guten› alten Zeit. Im Sinne seiner etwas altväterischen Ideale ist denn auch die Dichtung: bürgerlich, oft intolerant gegen ‹Neumodiges›, gemütlich und gemütvoll, manchmal vielleicht sogar zu gemütvoll, mit einem Wort, genau so, wie der Weinhändler Bucher selber war.»

«Zyböri war selbst durch und durch ein Mann aus dem Volke; keine höhere Schule, kein allzu großes Bücherwissen hatten sein Fühlen und Denken beeinträchtigt und ‹verdorben›. Es gibt viele Poeten, die den ‹volkstümlichen Ton› meisterhaft treffen – aber Zyböri ‹trifft› diesen Ton nicht, er hat ihn ganz selbstverständlich. […] Dazu gehören unabdingbar auch jene dichterischen Mängel, die der Literat den Zyböri-Versen mit Leichtigkeit nachweisen kann: die Neigung zur Sentimentalität, die kein Volksdichter je ganz wird unterdrücken können; die nicht ganz bewältigten Anleihen bei der Kunstpoesie; und endlich die Bemühungen um ganz besondere Bodenständigkeit […]. So war er beispielsweise stets auf der Suche nach ‹urchigen› und seltenen Mundartwörtern: Wohin immer seine Handelsreisen ihn führten, immer brachte er eine kleine Ernte solcher Raritäten, auf die Manschetten notiert, mit nach Hause.»

1920, als Bucher die dritte und letzte seiner drei Wildi-Schoss-Sammlungen publizierte, ging laut Haas «die klassische Zeit [luzerndeutschen Mundartschaffens] zu Ende».

## Erinnerung und Nachlass
1967 wurde in der Stadt Luzern in Erinnerung an den Dichter der bisherige Geissmattweg, der zu «Zyböris Klause» hinaufführt, auf Zyböriweg umbenannt.
1979 wurde eine Auswahl von Buchers Gedichten neu aufgelegt (zweite Auflage 1980).
Buchers Nachlass liegt auf der Zentral- und Hochschulbibliothek Luzern.

## Werke (Auswahl)
Datierung der literarischen Stücke nach Walter Haas, Lozärnerspròòch, S. 58; die weniger vollständige Zusammenstellung im Deutschen Literatur-Lexikon weicht vereinzelt ab.
Gedichte:
- Hundert wildi Schoss, Luzern 1909 (vierte Auflage 1922)
- Neui hundert wildi Schoss, Luzern 1916 (dritte Auflage 1923)
- Hundert Gedichte in Mundart. Der «Wilden Schoss» Band 3, Luzern 1920 (zweite Auflage 1922)
- Wir wünschen euch an. Ein Gratulationsbüchlein, Luzern 1922
- Chlyni Wält. Chindergedichtli, Luzern 1922
- Muurblüemli. Chindergedichtli, Luzern 1923
- Deheime, Luzern 1928
- No einisch Zyböri. Eine Auswahl von Mundartgedichten aus längst vergriffenen Bändchen des bekannten Luzerner Mundartdichters Theodor Bucher, hrsg. von B. Bucher, 1979 (zweite Auflage 1980)

Theaterstücke:
- Heimetland. Patriotische Szene mit Gesang, Luzern 1910
- Bureschreck. Einakter, Luzern 1911
- Rütli. Vaterländisches Schauspiel in einem Akt, Luzern 1917
- Am Härdfüür. Eine Weihnachtszene mit Gesang, Luzern 1922

Prosa:
- an verstreuten Orten publiziert, zum Beispiel im Luzerner Oberstufen-Lesebuch und im luzernischen Dichterjahrbuch 1911.
- Do muesch lache! E Sammlig vo urchige Schwyzerwitze vom Rohrspatz, Hochdorf 1922

Sachliteratur:
- Dieses Büchlein gehört dem Keller-Meister. Wie erhalten wir unsere Weine gesund? Kurze Ratschläge zur Weinbehandlung, Luzern 1910
- Kellerkontrolle, Luzern 1911
- Kellerlexikon, Luzern 1918
- Das Kellerbüchlein. Ein unentbehrlicher Führer und praktischer Ratgeber zur Weinbehandlung, Luzern 1927